# 도남로
도남로(Donam-ro)는 경상남도 통영시 도천동에서 통영시 북신동을 잇는 도로이다.

## 주요 경유지
경상남도
- 통영시 (도천동 - 봉평동 - 미수동 - 당동)

## 노선
| 이름              | 접속 노선                        | 소재지            | 소재지            | 비고              |
| 산양일주로와 직결 | 산양일주로와 직결                | 산양일주로와 직결 | 산양일주로와 직결 | 산양일주로와 직결 |
| ----------------- | -------------------------------- | ----------------- | ----------------- | ----------------- |
| 발개삼거리        | 국가지원지방도 제67호선 (발개로) | 통영시            | 도천동            |                   |
| 봉평오거리        | 봉수로 미수해안로                | 통영시            | 봉평동            |                   |
| (이름없음)        | 진남1길                          | 통영시            | 미수동            |                   |
| 충무교            |                                  | 통영시            | 당동              |                   |
| (이름없음)        | 여황로                           | 통영시            | 당동              |                   |
| 여황로와 직결     |                                  |                   |                   |                   |

## 주요 건물 및 시설
- 도남초등학교 (도남로 38/미수동 269)
- 한국타이어 스피트모터스 (도남로 78/미수동 26-4)
- GS칼텍스 도남관광주유소 (도남로 78/미수동 26-4)
- 동건약국 (도남로 91/봉평동 158-23)
- 미륵새마을금고 봉평지점 (도남로 92/봉평동 166-15)
- 베스킨라빈스 통영봉평점 (도남로 95/봉평동 157-12)
- 농협 통영농협 봉평지점 (도남로 98/봉평동 143)
- GS25 통영우리점 (도남로 111/봉평동 62-9)
- 통영고등학교(도남로 116/봉평동 130)
- CU 통영봉평점 (도남로 139/봉평동 87-7)
- 도봉새마을금고본점 (도남로 181/도남동 399-1)
- 통영봉평동 우체국 (도남로 187/도남동 399-3)
- 봉평동 행정복지센터 (도남로 185/도남동 399-2)
- CU 통영철솔점 (도남로 190/도남동 410-1)